# Mauro Tassotti
Mauro Tassotti (Róma, 1960. január 19. –) olasz válogatott labdarúgó, edző.

## Pályafutása

### Klubcsapatban
Pályafutását szülővárosában a Lazio csapatában kezdte 1978-ban. A Serie A-ban 1978 november 5-én mutatkozott be. A Lazio színeiben két szezon alatt 41 mérkőzésen lépett pályára. 
Az 1980-as totóbotrány miatt a másodosztályba száműzött Milan igazolta le. Bemutatkozására 1980. augusztus 24-én került sor egy Catania elleni 1–0-s győzelem alkalmával. A bajnokság végén sikerült visszajutniuk az első osztályba. Az 1981–82-es idény végén azonban ismét kiestek, ennek ellenére megnyerték a közép-európai kupát. 1983-ban újból megnyerték a Serie B-t.
Az 1980-as évek második és az 1990-es évek első felében Arrigo Sacchi és Fabio Capello edzősködése idején kulcsszereplő volt az akkori Milan védelmében. Paolo Maldini, Franco Baresi és Alessandro Costacurta társaságában erős négyest alkottak. 1988-ban megnyerték az olasz bajnokságot és az olasz szuperkupát. Ezt követte két BEK (1988–89, 1989–90), két UEFA-szuperkupa (1989, 1990) és két interkontinentális kupa (1989, 1990) győzelem. Az 1991–92-es szezon végén ismét olasz bajnoki címet és szuperkupa győzelmet szerzett csapatával. Egy évvel később mindkét sorozatban megvédték a címüket. Legsikeresebb idénye azonban ezután következett, amikor a bajnokok ligája 1993–94-es kiírása mellett, az olasz bajnokságot, az olasz szuperkupát és az UEFA-szuperkupát is megnyerték. Az 1994-es bajnoki címből tevékenyen kivette a részét, miután csak 15 gólt kaptak a teljes bajnoki szezon alatt. Az utolsó éveiben Capello irányítása alatt egyre kevesebb szerepet kapott, aki inkább a posztján feltűnő fiatalabb Christian Panuccit játszatta. Az 1996–97-es szezon után Franco Baresivel egyetemben vonult vissza. Összesen 429 alkalommal lépett pályára és 8 gólt szerzett.

### A válogatottban
1978 és 1982 között 10 alkalommal lépett pályára az olasz U21-es válogatottban és 1 gólt szerzett. Tagja volt az 1988. évi nyári olimpiai játékokon részt vevő válogatott keretének. 1992 és 1994 között 7 alkalommal szerepelt az olasz válogatottban. A bemutatkozására csak 32 éves korában került sor egy Svájc elleni világbajnoki selejtező alkalmával. Részt vett az 1994-es világbajnokságon, ahol bejutottak a döntőbe.

### Edzőként
Visszavonulását követően a AC Milan utánpótlás csapatainál kezdett el edzősködni. 2001-ben Alberto Zaccheroni menesztését követően Cesare Maldinivel közösen irányították a felnőtt csapatot a bajnokság hátralévő részében. A 2001–02-es szezontól kezdődően Carlo Ancelotti stábjában kapott szerepet másodedzőként. A későbbiekben Leonardo, Massimiliano Allegri, Clarence Seedorf és Filippo Inzaghi segítője is volt. 2014-ben a Spezia elleni olasz kupamérkőzésen megbízott edzőként irányította a Milant. 2015 és 2016 között tehetségkutatóként dolgozott.
2016. július 12-én megszűnt a Milannal kötött szerződése, melyet 36 éven keresztül szolgált. Az ukrán válogatottnál kapott munkát a frissen kinevezett egykori Milan játékos Andrij Sevcsenko edzői stábjában.

## Sikerei, díjai

### Játékosként
Milan
- BEK/UEFA-bajnokok ligája (3): 1988–89, 1989–90, 1993–94
- Olasz bajnok (5): 1987–88, 1991–92, 1992–93, 1993–94, 1995–96
- Serie B (2): 1980–81, 1982–83
- Olasz szuperkupa (4): 1988, 1992, 1993, 1994
- UEFA-szuperkupa (3): 1989, 1990, 1994
- Interkontinentális kupa (2): 1989, 1990

Olaszország
- Világbajnoki döntős (1): 1994

## Külső hivatkozások
- Mauro Tassotti – a FIFA adatbázisában
- Mauro Tassotti adatlapja a National-Football-Teams.com oldalon (angolul)

- Mauro Tassotti (angol nyelven). FootballDatabase.eu
- Mauro Tassotti (angol nyelven). eu-football.info
- Mauro Tassotti (olasz nyelven). figc.it, FIGC. [2014. február 2-i dátummal az eredetiből archiválva]. (Hozzáférés: 2018. február 19.)